# Шер (Рона)
Шер (фр. Chères) насеље је и општина у источној Француској у региону Рона-Алпи, у департману Рона која припада префектури Лион.
По подацима из 2011. године у општини је живело 1403 становника, а густина насељености је износила 256,96 становника/km². Општина се простире на површини од 5,46 km². Налази се на средњој надморској висини од 210 метара (максималној 212 m, а минималној 176 m).

## Демографија
| 1962. | 1968. | 1975. | 1982. | 1990. | 1999. | 2011. |
| ----- | ----- | ----- | ----- | ----- | ----- | ----- |
| 579   | 617   | 756   | 814   | 1.027 | 1.073 | 1.403 |

График промене броја становника у току последњих година